# Erzsébet anhalt–zerbsti hercegnő
Anhalt-zerbsti Erzsébet brandenburgi választófejedelemné (Zerbst, 1563. szeptember 15. – Crossen (ma: Krosno Odrzańskie), 1607. november 8.), Barby-i Ágnes és Joachim Ernst anhalti herceg (1536–1586) leánya. Születésénél fogva anhalti hercegné, házassága révén brandenburgi választófejedelemné, a címet 1577 és 1598 között töltötte be.
1577-ben feleségül ment a kétszer megözvegyült János György brandenburgi választófejedelemhez (1525-1598).